# Прийменник
Прийме́нник — незмінна службова частина мови, яка разом з відмінковими закінченнями іменників, займенників і числівників виражає відношення між словами в реченні. Прийменники не мають самостійного лексичного значення, тому членами речення не виступають. Стосуючись іменників, числівників, займенників, вони входять до складу другорядних членів речення.

## Українська мова
В українській мові прийменники за походженням поділяються на первинні (похідні) та вторинні (непохідні). Первинні прийменники мають праслов'янське походження, налічується близько 80-ти їх одиниць. Вони не співвідносяться з жодною частиною мови ні семантично, ні формально. Прийменникові сполучення, утворенні поєднанням двох чи трьох первинних прийменників, також належать до групи первинних прийменників. Вторинні ж прийменники мають кількісну перевагу над первинними, бо активно поповнюються новотворами. Вторинні прийменники походять з інших частин мови. Вони неоднорідні й об'єднуються в 5 груп.
За морфологічною будовою поділяються на прості, складні та складені. Виділяють три сематичні типи — просторові, логічні та темпоральні.
Прийменники пишуться разом, якщо утворені: двома або трьома прийменниками в сполученні із будь-якою частиною мови (напередодні, упродовж); двома простими прийменниками (задля, поза). Через дефіс записуються складні прийменники, утворені з початковими з та із (з-за, із-під). Окремо пишуться сполучення прийменників у разі, під кінець, під час, що ж до.

## Додаткова література
- Вихованець І. Р. Прийменникова система української мови. — К.: Наук. думка, 1980. — 285 с.
- Прийменники німецької мови: додаток до навч. посіб. «Граматика німецької мови. 1 ч.» / Д. А. Євгененко [и др.] ; Кіровоградський держ. педагогічний ун-т ім. Володимира Винниченка. — Кіровоград: РВЦ КДПУ ім. В. Винниченка, 2002. — 36 с.
- Прийменник // Енциклопедичний словник класичних мов / Л. Л. Звонська, Н. В. Корольова, О. В. Лазер-Паньків та ін. ; за ред. Л. Л. Звонської. — 2-ге вид. випр. і допов. — К. : ВПЦ «Київський університет», 2017. — С. 417. — ISBN 978-966-439-921-7.
- Б. Д. Антоненко-Давидович. Як ми говоримо. — Центр навчальної літератури,. — Київ, 2019. — ISBN 978-611-01-1464-6.